# 史坦格

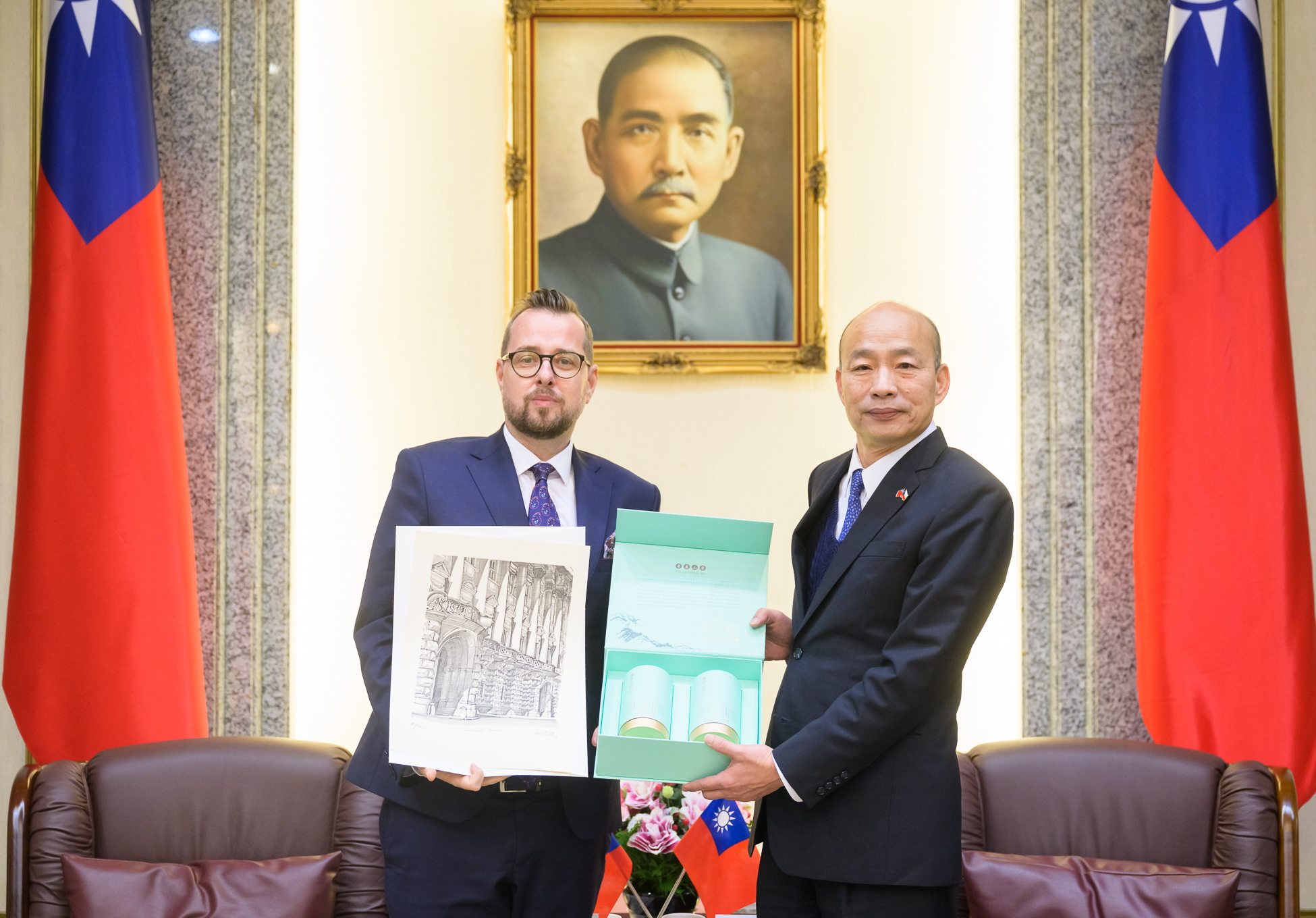
2024年3月7日，捷克經濟文化辦事處代表史坦格會見中華民國立法院院長韓國瑜。

史坦格（1979年—），捷克外交官，出生於塔博爾市。

## 學歷
在捷克的帕拉茨基大学、比利時的魯汶天主教大學學習歐洲整合與國際關係。

## 經歷
- 捷克常駐联合国代表團實習
- 捷克外交部（2003年—2005年）
- 捷克駐法國巴黎大使館（捷克語：Velvyslanectví České republiky v Paříži）新聞與政治秘書（2005年—2009年）
- 捷克外交部安全與多邊事務司（2009年—2011年）
- 捷克駐英國倫敦大使館（英语：Embassy of the Czech Republic, London）一等秘書（2011年—2015年）
- 捷克外交部亞太事務司（2015年—2019年）
- 捷克外交部亞太事務司副司長（2019年—2022年）
- 捷克經濟文化辦事處代表（2022年—）

## 興趣
喜愛古典音乐與现代艺术，並收藏捷克當代藝術家的畫作。
| 外交職務                   | 外交職務                                                | 外交職務 |
| -------------------------- | ------------------------------------------------------- | -------- |
| 前任： 朗樂 Patrick Rumlar | 捷克經濟文化辦事處代表 （捷克駐臺代表） 2022年8月31日－ | 繼任： ' |

## 外部連結
- 蘇俐穎. . 台灣光華雜誌. 2024年7月.